# Associazione Calcio Padova 1950-1951
Questa pagina raccoglie i dati riguardanti l'Associazione Calcio Padova nelle competizioni ufficiali della stagione 1950-1951.

## Stagione
Il Padova nel campionato di Serie A 1950-1951 si è classificato al diciottesimo posto con 29 punti, uno in più della Roma che retrocede in Serie B con il Genoa, ultimo a 27 punti.

## Rosa
I giocatori sono qui elencati con il numero di maglia effettivo utilizzato.
| N. |                     | Ruolo | Calciatore        |
| -- | ------------------- | ----- | ----------------- |
|    | Italia (bandiera)   | P     | Antonio Panizzolo |
|    | Italia (bandiera)   | P     | Enzo Romano       |
|    | Italia (bandiera)   | D     | Gastone Celio II  |
|    | Svizzera (bandiera) | D     | Philippe Fuchs    |
|    | Italia (bandiera)   | D     | Vinicio Lazzarini |
|    | Italia (bandiera)   | D     | Pietro Sforzin    |
|    | Italia (bandiera)   | C     | Gianfranco Ganzer |
|    | Italia (bandiera)   | C     | Elvio Matè        |
|    | Italia (bandiera)   | C     | Guido Quadri      |
|    | Italia (bandiera)   | C     | Gastone Zanon     |

| N. |                      | Ruolo | Calciatore        |
| -- | -------------------- | ----- | ----------------- |
|    | Italia (bandiera)    | A     | Eros Beraldo      |
|    | Italia (bandiera)    | A     | Celestino Celio I |
|    | Italia (bandiera)    | A     | Mirko Costa       |
|    | Argentina (bandiera) | A     | José Curti        |
|    | Italia (bandiera)    | A     | Luciano Giusti    |
|    | Argentina (bandiera) | A     | Enrique Martegani |
|    | Italia (bandiera)    | A     | Bruno Novello     |
|    | Italia (bandiera)    | A     | Piero Pierobon    |
|    | Italia (bandiera)    | A     | Leto Prunecchi    |

## Risultati

### Campionato

#### Girone di andata
| 10 settembre 1950 1ª giornata | Torino | 2 – 1 | Padova |  |

| 17 settembre 1950 2ª giornata | Padova | 2 – 0 | Lazio |  |

| 24 settembre 1950 3ª giornata | Padova | 2 – 3 | Inter |  |

| 1º ottobre 1950 4ª giornata | Roma | 5 – 0 | Padova |  |

| 8 ottobre 1950 5ª giornata | Padova | 3 – 1 | Pro Patria |  |

| 15 ottobre 1950 6ª giornata | Bologna | 2 – 2 | Padova |  |

| 22 ottobre 1950 7ª giornata | Padova | 3 – 0 | Fiorentina |  |

| 29 ottobre 1950 8ª giornata | Sampdoria | 1 – 2 | Padova |  |

| 5 novembre 1950 9ª giornata | Padova | 1 – 1 | Udinese |  |

| 12 novembre 1950 10ª giornata | Palermo | 3 – 1 | Padova |  |

| 19 novembre 1950 11ª giornata | Padova | 1 – 2 | Milan |  |

| 26 novembre 1950 12ª giornata | Atalanta | 3 – 1 | Padova |  |

| 3 dicembre 1950 13ª giornata | Como | 1 – 0 | Padova |  |

| 10 dicembre 1950 14ª giornata | Padova | 2 – 0 | Triestina |  |

| 17 dicembre 1950 15ª giornata | Padova | 2 – 1 | Lucchese |  |

| 24 dicembre 1950 16ª giornata | Novara | 2 – 1 | Padova |  |

| 31 dicembre 1950 17ª giornata | Padova | 4 – 0 | Genoa |  |

| 7 gennaio 1951 18ª giornata | Juventus | 5 – 1 | Padova |  |

| 14 gennaio 1951 19ª giornata | Napoli | 1 – 0 | Padova |  |

#### Girone di ritorno
| 21 gennaio 1951 20ª giornata | Padova | 2 – 2 | Torino |  |

| 28 gennaio 1951 21ª giornata | Lazio | 4 – 0 | Padova |  |

| 4 febbraio 1951 22ª giornata | Inter | 5 – 1 | Padova |  |

| 11 febbraio 1951 23ª giornata | Padova | 3 – 1 | Roma |  |

| 18 febbraio 1951 24ª giornata | Pro Patria | 1 – 0 | Padova |  |

| 25 febbraio 1951 25ª giornata | Padova | 0 – 2 | Bologna |  |

| 4 marzo 1951 26ª giornata | Fiorentina | 4 – 1 | Padova |  |

| 11 marzo 1951 27ª giornata | Padova | 2 – 1 | Sampdoria |  |

| 18 marzo 1951 28ª giornata | Udinese | 2 – 0 | Padova |  |

| 25 marzo 1951 29ª giornata | Padova | 1 – 0 | Palermo |  |

| 1º aprile 1951 30ª giornata | Milan | 3 – 1 | Padova |  |

| 8 aprile 1951 31ª giornata | Padova | 0 – 0 | Atalanta |  |

| 22 aprile 1951 32ª giornata | Padova | 3 – 1 | Como |  |

| 29 aprile 1951 33ª giornata | Triestina | 0 – 0 | Padova |  |

| 13 maggio 1951 34ª giornata | Lucchese | 3 – 2 | Padova |  |

| 20 maggio 1951 35ª giornata | Padova | 1 – 2 | Novara |  |

| 27 maggio 1951 36ª giornata | Genoa | 3 – 1 | Padova |  |

| 10 giugno 1951 37ª giornata | Padova | 0 – 1 | Juventus |  |

| 17 giugno 1951 38ª giornata | Padova | 2 – 0 | Napoli |  |

## Statistiche

### Statistiche di squadra
| Competizione | Punti | In casa | In casa | In casa | In casa | In casa | In casa | In trasferta | In trasferta | In trasferta | In trasferta | In trasferta | In trasferta | Totale | Totale | Totale | Totale | Totale | Totale | DR  |
| Competizione | Punti | G       | V       | N       | P       | Gf      | Gs      | G            | V            | N            | P            | Gf           | Gs           | G      | V      | N      | P      | Gf     | Gs     | DR  |
| ------------ | ----- | ------- | ------- | ------- | ------- | ------- | ------- | ------------ | ------------ | ------------ | ------------ | ------------ | ------------ | ------ | ------ | ------ | ------ | ------ | ------ | --- |
| Serie A      | 29    | 19      | 11      | 3       | 5       | 34      | 18      | 19           | 1            | 2            | 16           | 15           | 50           | 38     | 12     | 5      | 21     | 49     | 68     | -19 |

### Statistiche dei giocatori
| Giocatore     | Serie A  | Serie A |
| Giocatore     | Presenze | Reti    |
| ------------- | -------- | ------- |
| A. Panizzolo  | 5        | -10     |
| E. Romano     | 33       | -58     |
| G. Celio (II) | 1        | 0       |
| P. Fuchs      | 36       | 0       |
| V. Lazzarini  | 4        | 0       |
| P. Sforzin    | 30       | 1       |
| G. Ganzer     | 31       | 0       |
| E. Matè       | 33       | 1       |
| G. Quadri     | 28       | 1       |
| G. Zanon      | 28       | 0       |
| E. Beraldo    | 9        | 2       |
| C. Celio (I)  | 34       | 7       |
| M. Costa      | 10       | 2       |
| J. Curti      | 36       | 13      |
| L. Giusti     | 8        | 0       |
| E. Martegani  | 31       | 11      |
| B. Novello    | 25       | 0       |
| P. Pierobon   | 2        | 1       |
| L. Prunecchi  | 34       | 10      |